# 西班牙巴洛克

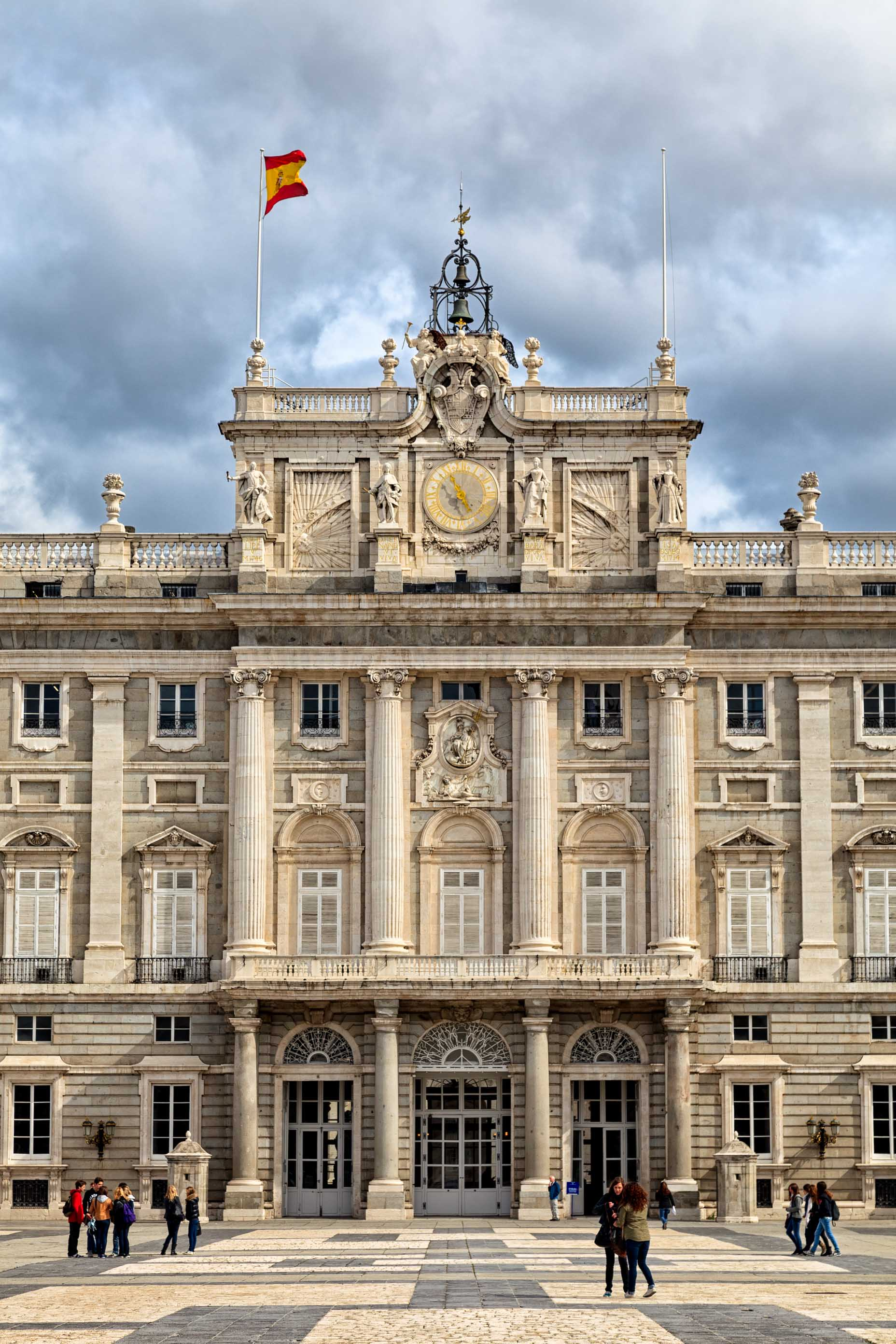
馬德里王宮 (1738年–1892年)

西班牙巴洛克，是17世紀和18世紀期間，在西班牙土地上普遍存在的一種建築風格。是當地建築傳統和歐洲巴洛克風格相結合的結果。

## 歷史

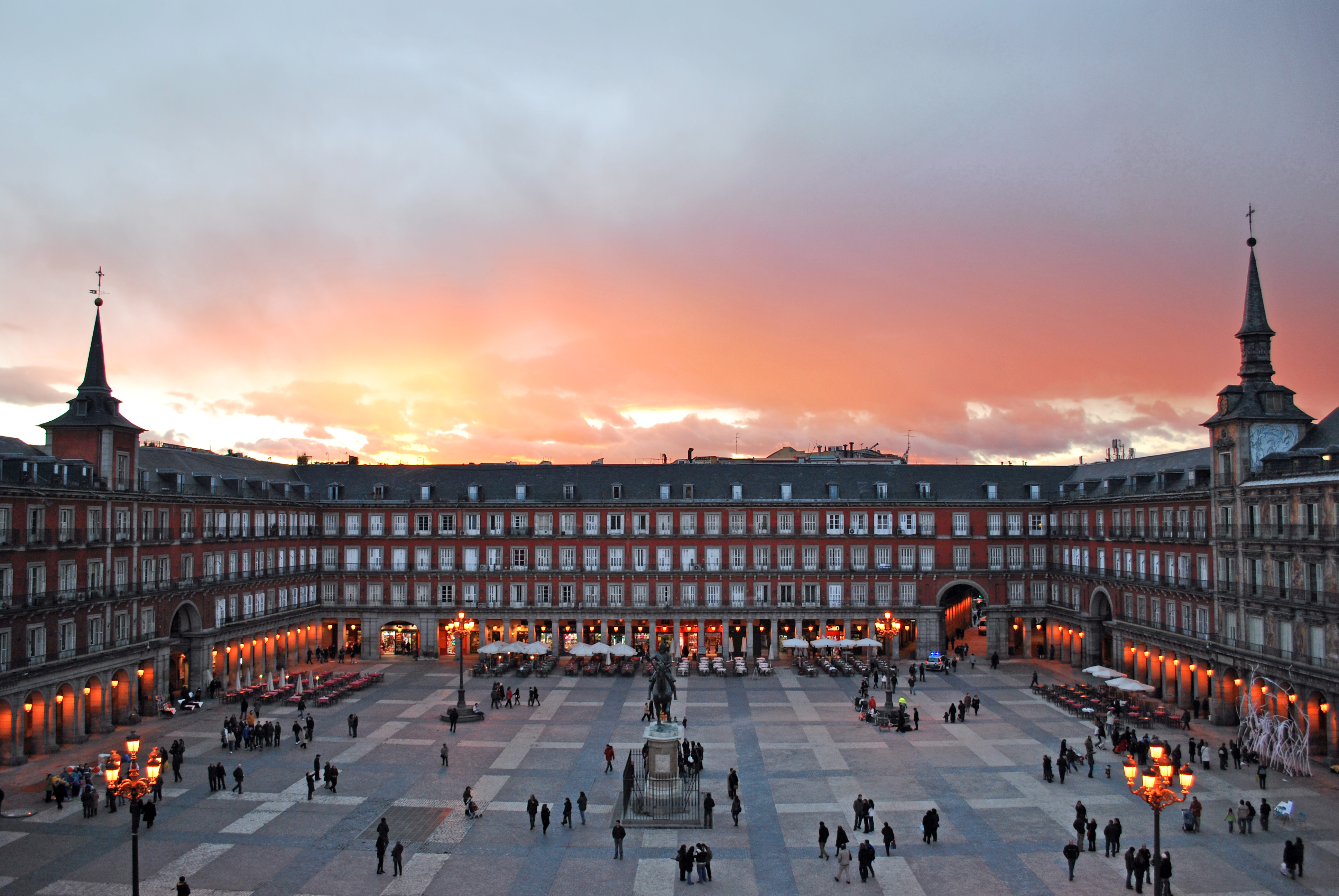
馬德里廣場

隨著義大利巴洛克風格的影響滲透到庇里牛斯山，它們逐漸取代了自 16 世紀後期開始流行的胡安·德·埃雷拉所設計，具有內斂的古典主義方法。早在1667年，格拉纳达主教座堂（由阿隆索·卡諾設計）和哈恩主教座堂（由歐弗拉西奧·羅培茲·德·羅哈斯設計）的外牆就表明了建築師家在受到巴洛克美學風格影響後，對西班牙大教堂建築傳統圖案的流暢詮釋。
在馬德里，由於主廣場和布恩麗池宮在半岛战争期間被摧毀，因此重建工程的建築師開發了一種源自埃雷里亞風格和傳統磚砌建築的鄉土巴洛克風格。同時將原布恩麗池宮的花園更改為麗池公園，此外17世紀樸素的磚巴洛克風格，仍然在首都的街道上的建築、宮殿和廣場上得到很好的體現。
與北歐的藝術相比，巴洛克時期的西班牙藝術實際則訴諸情感，而不是尋求取悅理性。其中此期間由兩代西班牙雕塑家和建築師組成的丘里格拉家族，以其精美的建築裝飾而聞名，並在此專門設計祭壇和後部高架，以反抗埃雷里亞風格古典主義的清醒，丘里格拉家族提倡一種複雜、誇張、幾乎反复無常的表面裝飾風格，稱為教堂式巴洛克（又稱為超巴洛克風格）。並在此後半個世紀之內將薩拉曼卡變成了一座典型的教堂式城市。
西班牙巴洛克風格的發展經歷了三個階段。1680年至1720年間，丘里格拉家族普及了瓜里诺·瓜里尼所造的建築技術，所羅門列和混合柱式的混合，被其稱為「至高無上的秩序」。在1720年至 1760 年間，教堂式巴洛克的崛起被確立為裝飾裝飾的核心元素。1760年到1780年，人們的興趣逐漸從巴洛克運動和過度的裝飾轉向新古典主義。

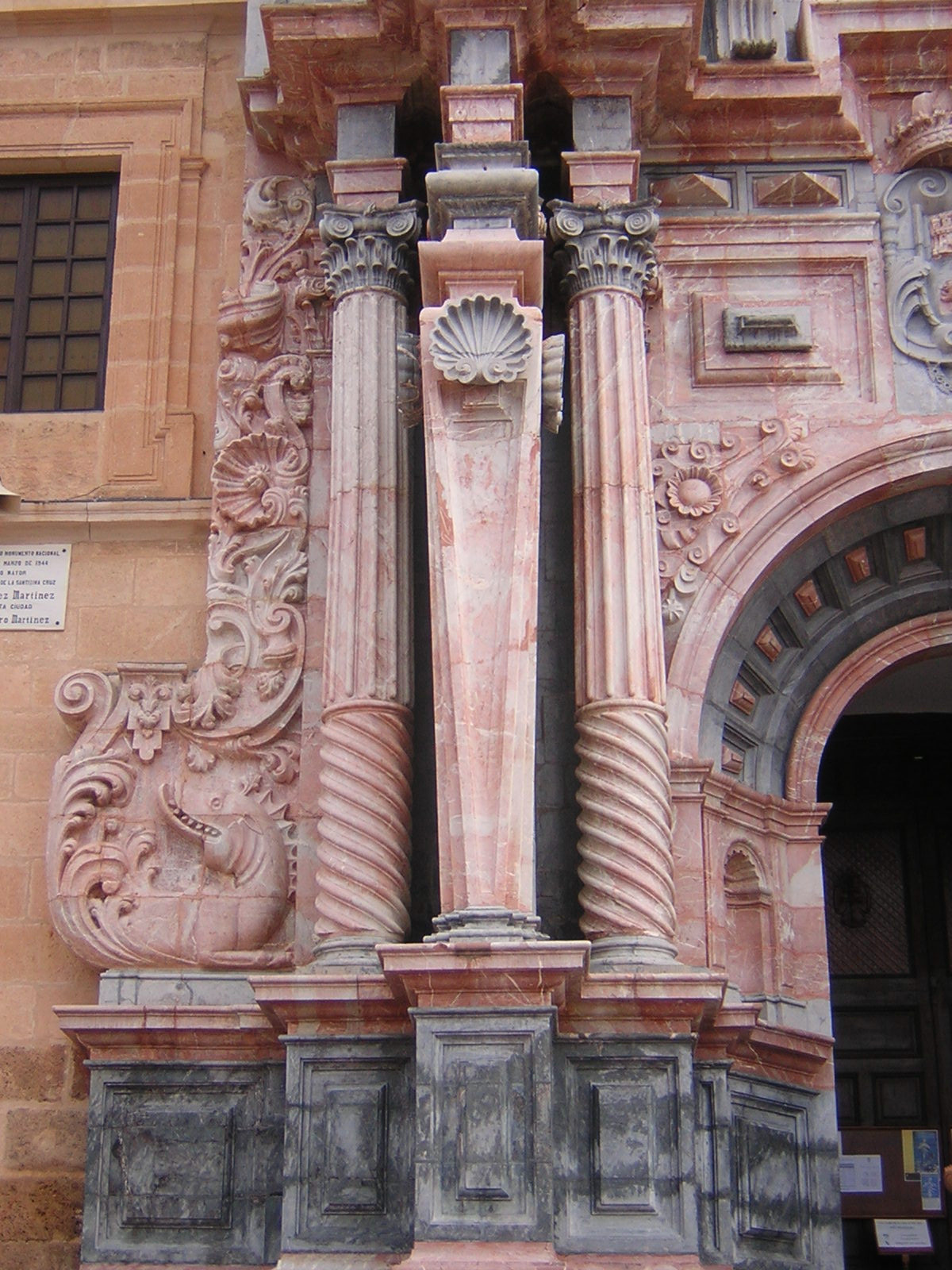
維拉克魯茲大教堂的混合柱式

西班牙巴洛克風格最引人注目的三件作品，包括是巴利亞多利德大學的外牆（1719 年），圣地亚哥-德孔波斯特拉主教座堂的西面（1750年）和馬德里的聖費爾南多皇家療養院（1722年），其曲線奢華的細節後曾在20世紀起影響了安東尼·高第和現代主義。
與許多其他情況一樣，西班牙巴洛克設計涉及構造和裝飾元素的發揮，與結構和功能幾乎沒有關係。華麗裝飾的焦點是主門口精心雕刻的環繞。若是從樸素的牆壁上移除山形牆、起伏的飛簷、灰泥貝殼、倒錐形和花環組成的錯綜複雜的裝飾，建築的形式鐵不會受到絲毫影響。教堂式巴洛克則提供了一些最令人印象深刻的空間和光線組合，使建築物具有與雕塑和建築融為一體，實現戲劇效果。
馬德里皇宮和普拉多大道位於马德里，它們實際以樸素的巴洛克風格建造，經常被國王菲利普五世和查理三世誤認為是新古典主義。塞哥維亞的圣伊尔德丰索宫和阿蘭胡埃斯的阿蘭胡埃斯王宮也是巴洛克式建築和園藝融合的好例子，並具有明顯的法國巴洛克影響。
在17世紀西班牙帝國最富有的省份佛兰德，其建築物均以華麗的裝飾細節與結構更加緊密地結合在一起，從阿弗博德修道院(1667年)中可以看到西班牙、法國和荷蘭巴洛克美學的顯著融合。另一個典型的例子是魯汶的聖米歇爾教堂（1650-70 年），它擁有華麗的兩層立面、半柱集群以及法國風格的雕塑細節。
六十年後，建築師海梅·博爾特·梅利亞率先將洛可可引入西班牙，他曾負責莫夕亞主教座堂西立面的設計（1733年）。西班牙洛可可風格最偉大的實踐者則為博納文圖拉·羅德里格斯·提桑，他曾負責聖柱聖母聖殿主教座堂的設計（1750年）

### 圖片

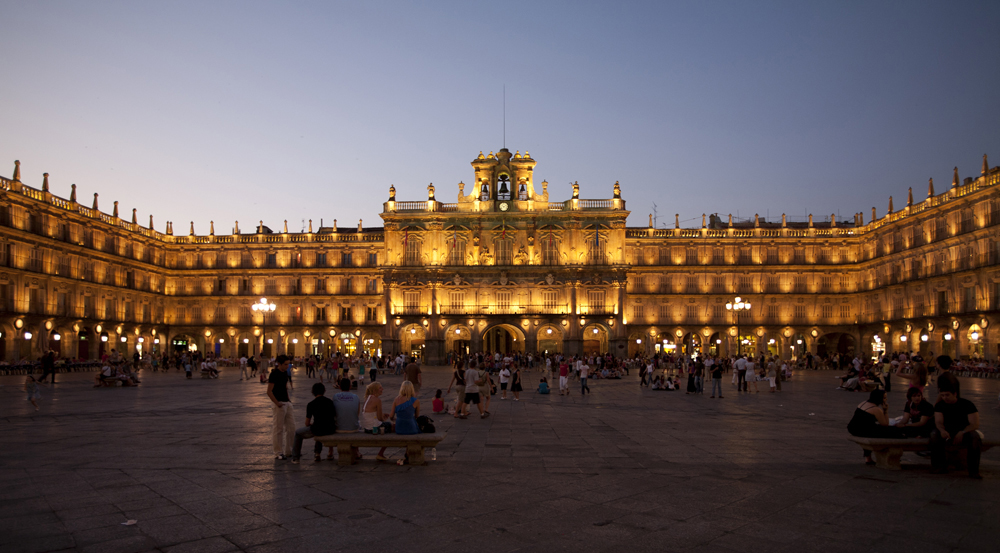
薩拉曼卡市長廣場 (1729–1755年)。
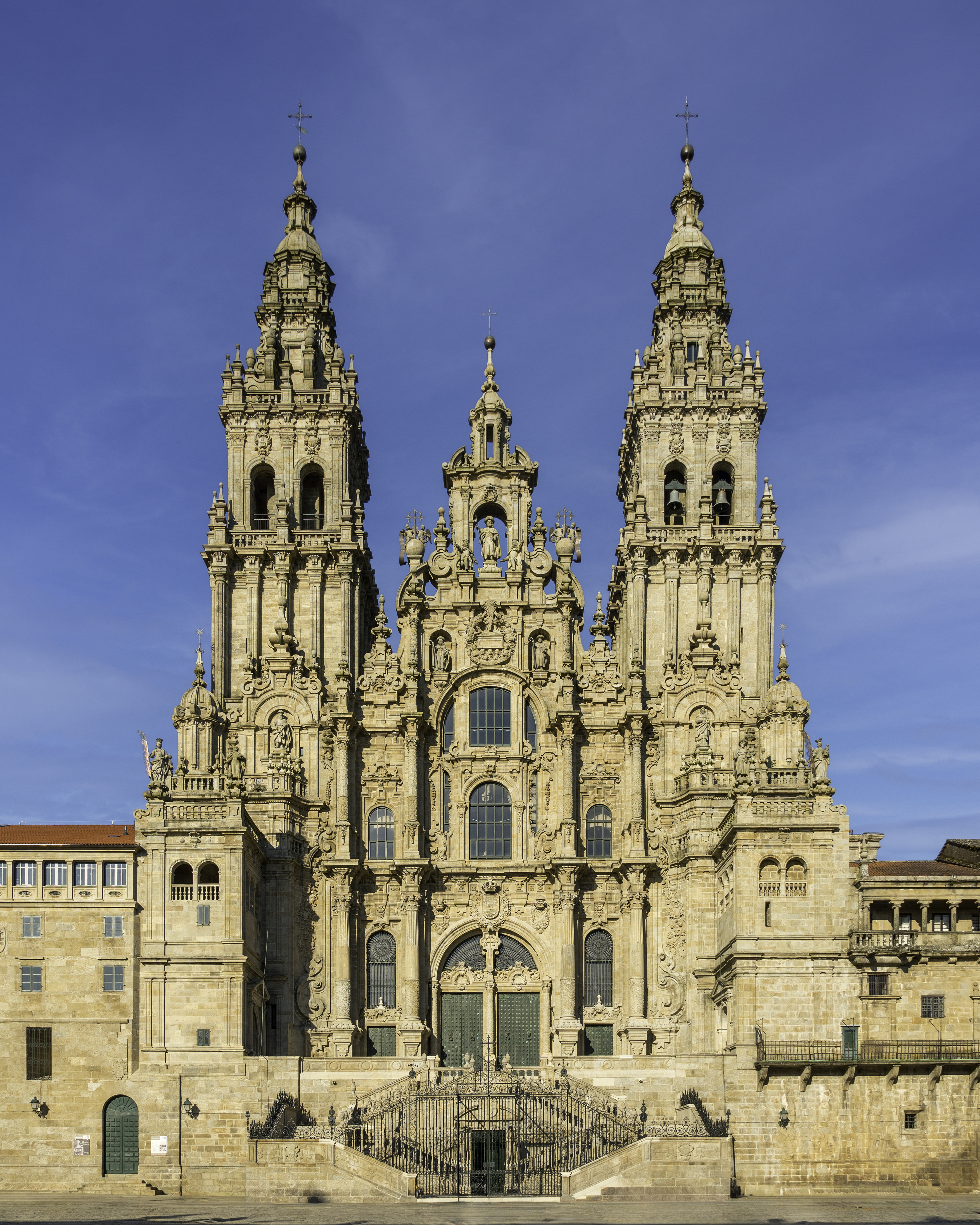
圣地亚哥-德孔波斯特拉主教座堂
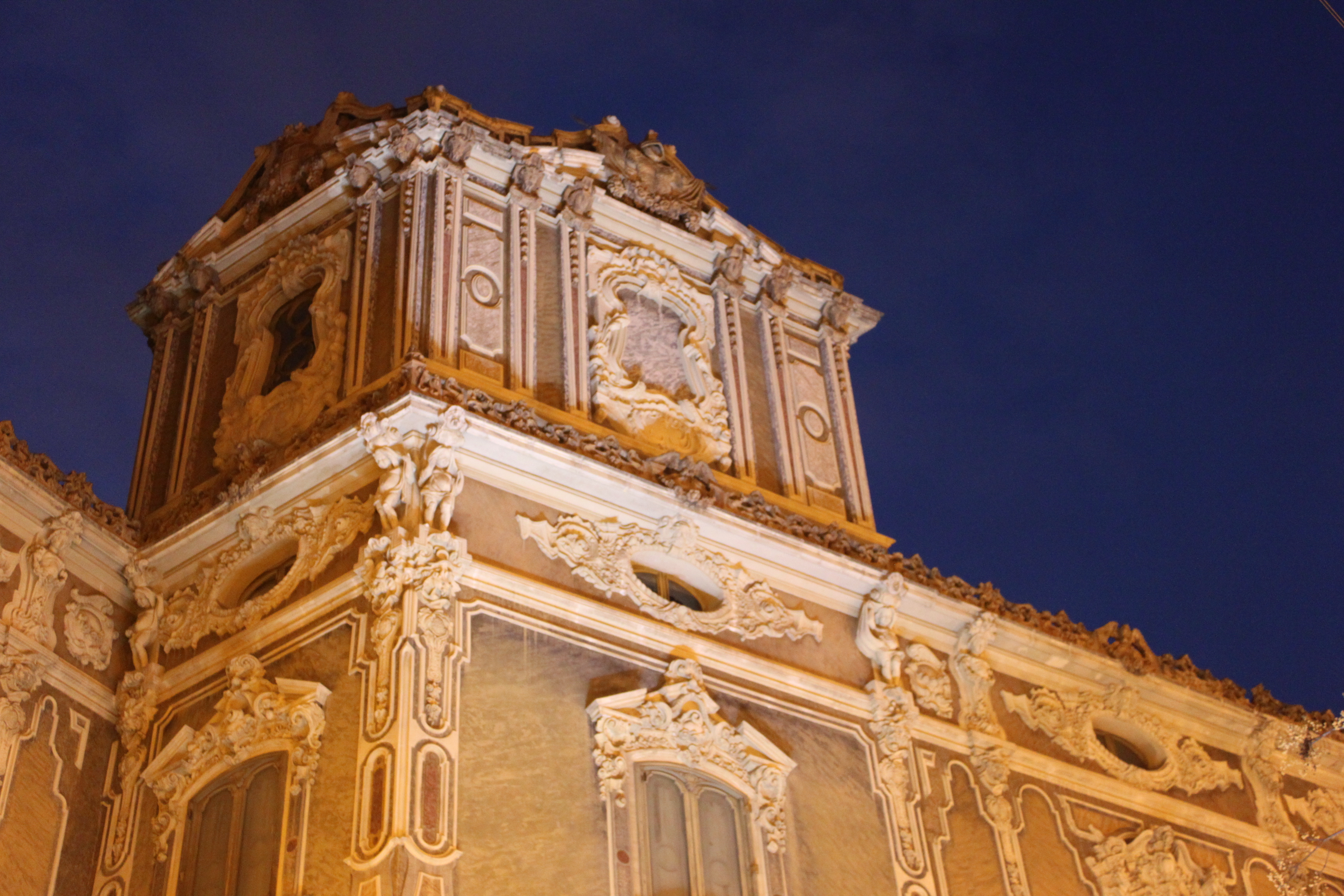
多萨瓜斯侯爵宫 (1740)
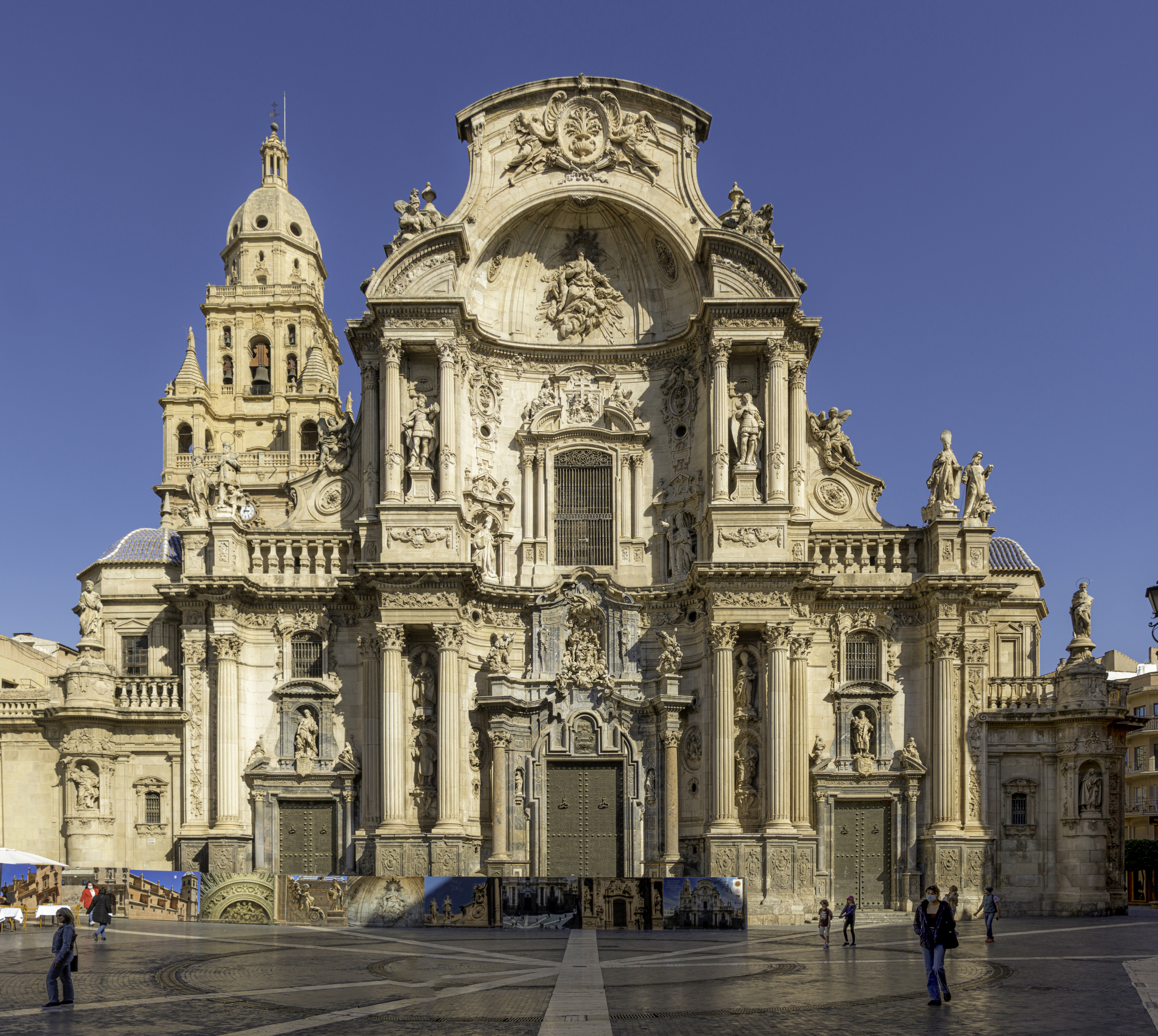
莫夕亞主教座堂

## 在美洲、亞洲的影響

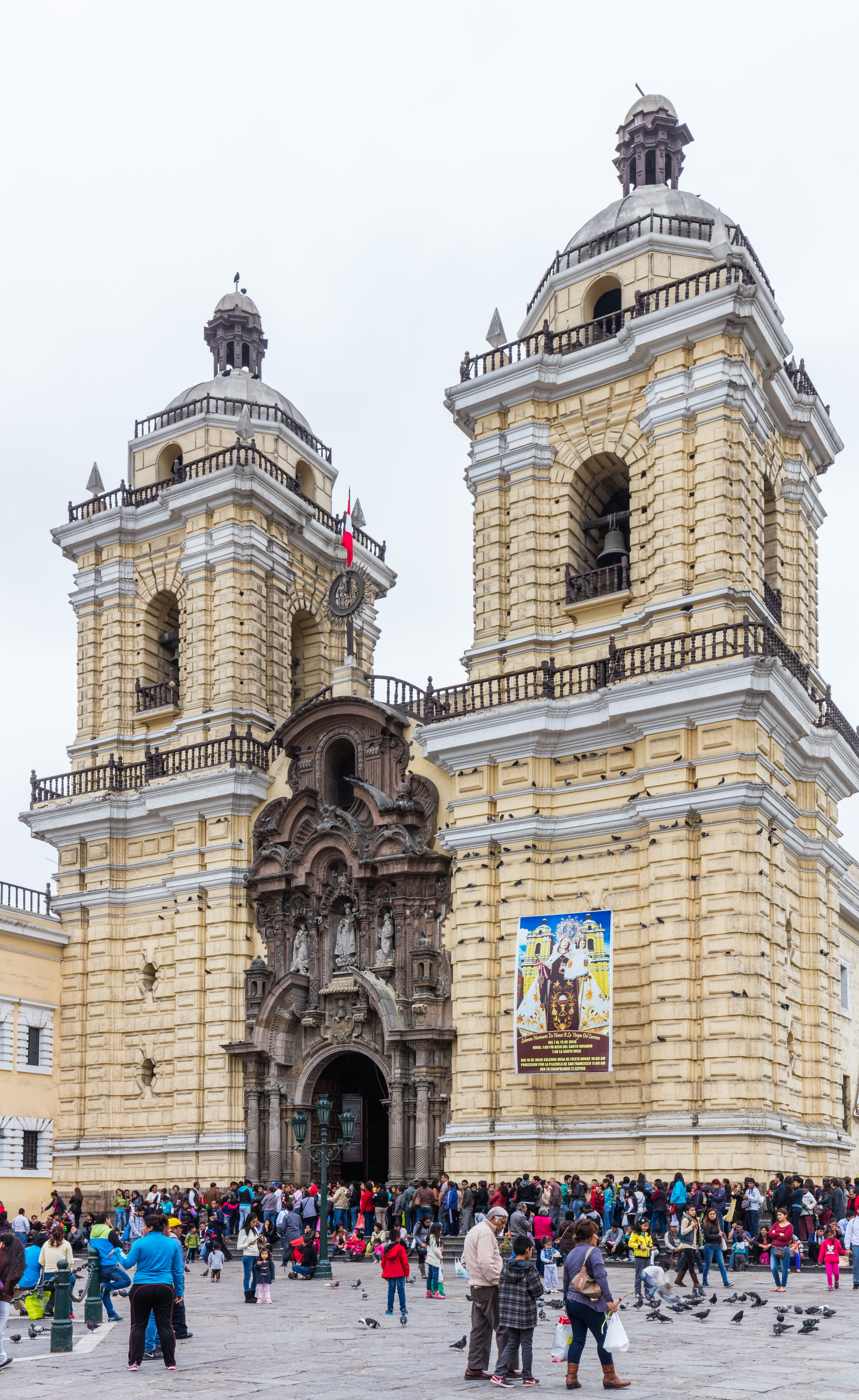
聖方濟各聖殿與修院，利馬，1673年

美洲原住民和摩爾人的文化及裝飾同樣影響著教堂式巴洛克的發展，因而呈現出美洲西班牙巴洛克風格濃郁而多樣的特徵。美洲西班牙巴洛克比其西班牙樣式，更發展為一種灰泥裝飾風格。17世紀，美洲大教堂的外牆都採用中世紀的風格，直到1664年庫斯科上的耶穌會教堂建成時，才出現了成熟的巴洛克風格。
在這其中，秘魯巴洛克風格特別茂盛，利馬的聖方濟各聖殿與修院(1673年) 為其中最知名的案例，在十八世紀，該地區的建築師轉向靈感來自中世紀西班牙的穆德哈爾藝術。秘魯巴洛克晚期的立面則在利馬聖母慈悲教堂（1697-1704年）有所體現。同樣位於基多的耶穌會教堂也擁外立面雕刻精美的特徵。
在中美洲，18世紀新西班牙最富有的省份墨西哥產生了一些極其奢華且視覺上狂熱的建築，也被稱為墨西哥教堂。這種超巴洛克風格的方法在洛倫佐·羅德里格斯（Lorenzo Rodríguez）的作品中達到頂峰，他的作品以墨西哥城的墨西哥城都主教座堂的增建最為著名( 1749-69)。在偏遠的銀礦城鎮可以找到其他巴洛克風格的精美例子。如奧科特蘭大教堂（始建於 1745 年）是一座巴洛克式大教堂，表面舖有鮮紅色的瓷磚，與主入口和細長的側翼塔樓。
墨西哥巴洛克的真正首都是普埃布拉，蓋地區的手工雕像塔拉韋拉陶器和鄉土灰石，使其進一步發展成為具有明顯印度風味的高度本地化的藝術風格。大約有60座教堂的外牆和圓頂展示了多種顏色的琉璃瓦，通常以阿拉伯圖案排列。其內部充滿了精緻的金箔裝飾。18世紀，當地工匠開發了一種獨特的白色灰泥裝飾品牌，由一種由蛋清和糖製成的普埃布蘭糖果命名。

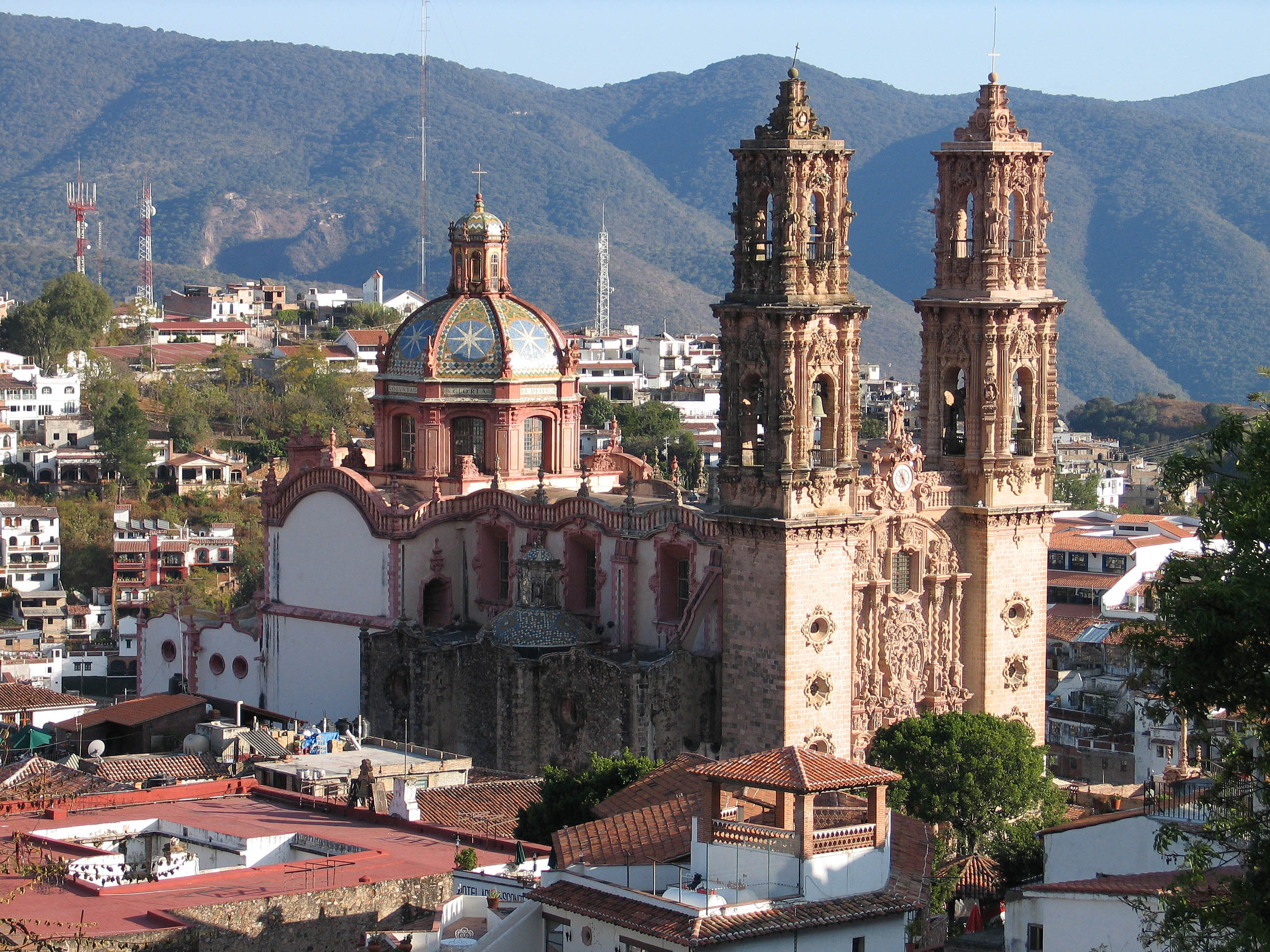
聖普里斯卡德塔斯科教堂(1751–58年)

地震巴洛克風格則是於菲律賓發展的巴洛克建築風格，由於菲律賓的城市曾在17世紀和18世紀遭受破壞性的地震，早期的教堂因頻繁的地震而遭到破壞，使得教堂比例越來越低，該地區教堂等大型公共建築被重建為巴洛克風格 。其建築物側壁被做得更加厚，能夠在地震搖晃過程中為穩定提供了沉重的支撐。上部結構則由較輕的材料製成。因此與世界上地震不太活躍的地區的鐘樓相比，菲律賓的鐘樓通常更低更結實。
在菲律賓的一些教堂中，除了用作抵禦海盜的瞭望塔外，一些鐘樓還會與主教堂建築分離，以免因地震造成鐘樓倒塌而造成損壞。

### 圖片

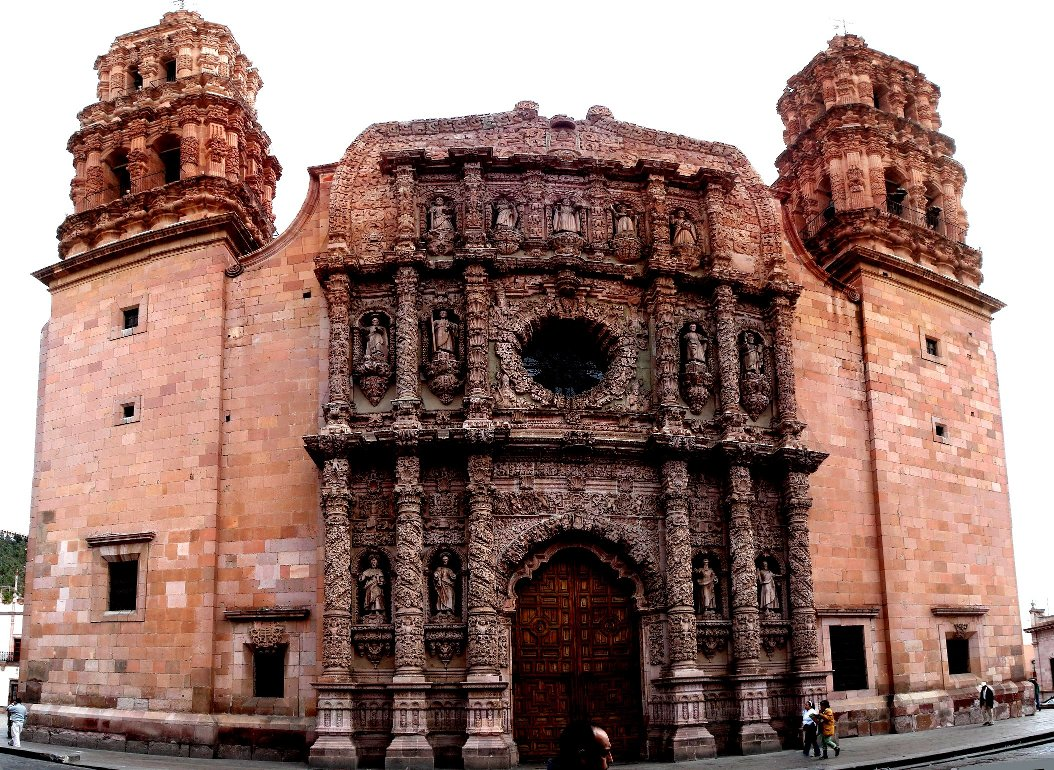
薩卡特卡斯聖母升天聖殿主教座堂 (1752)
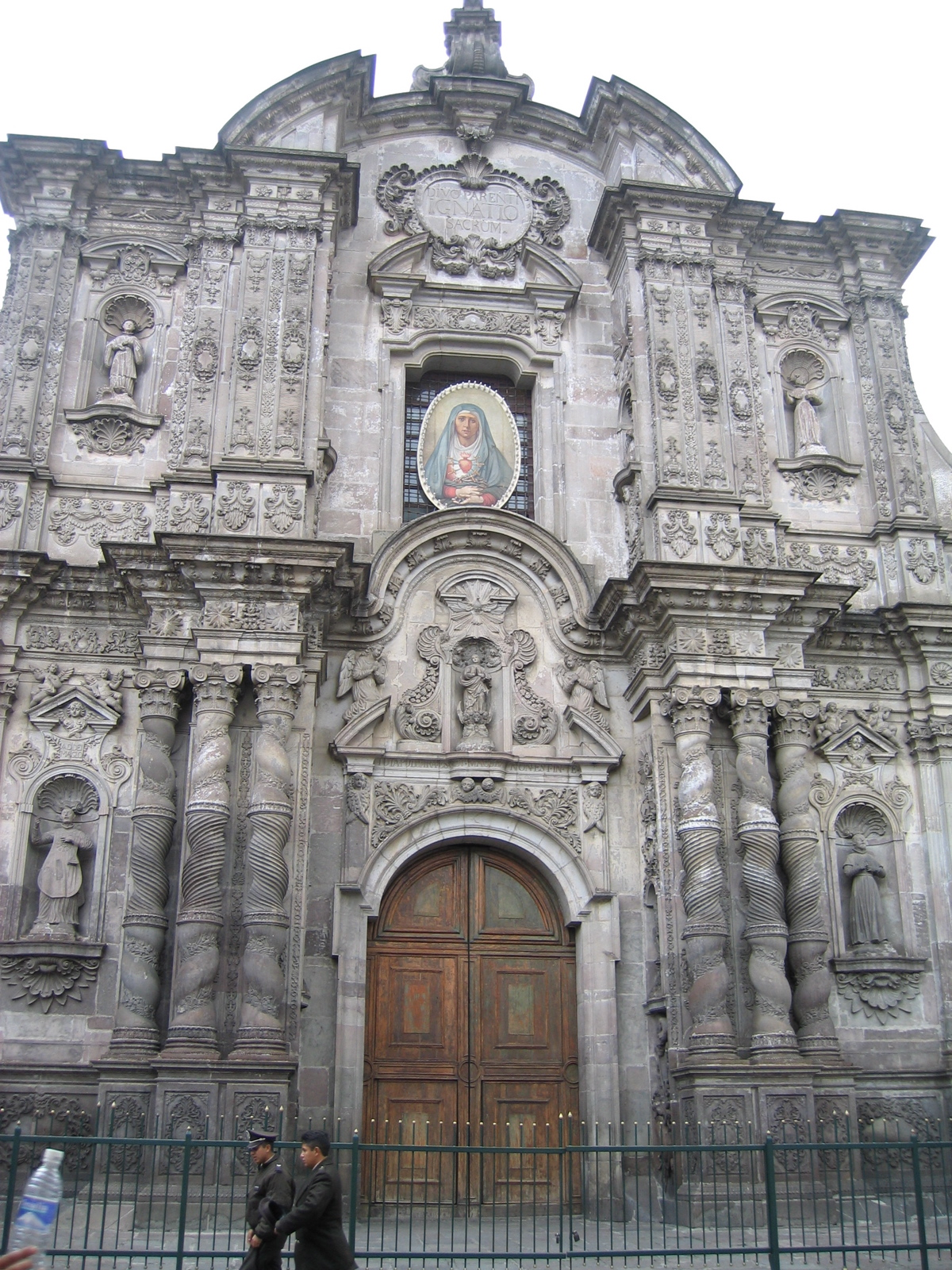
耶稣会教堂 (1605)
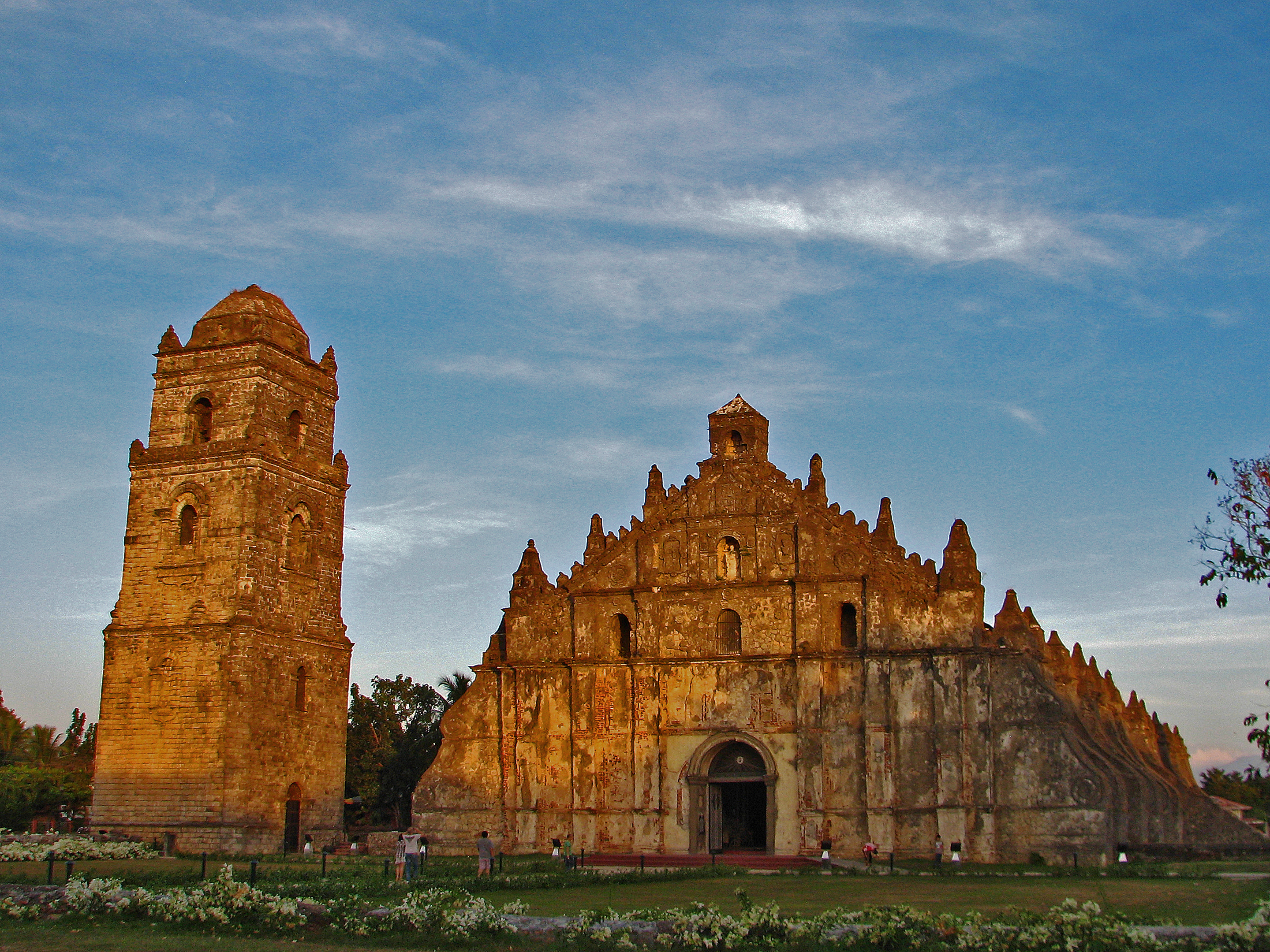
抱威教堂（英语：Paoay Church） (1710)
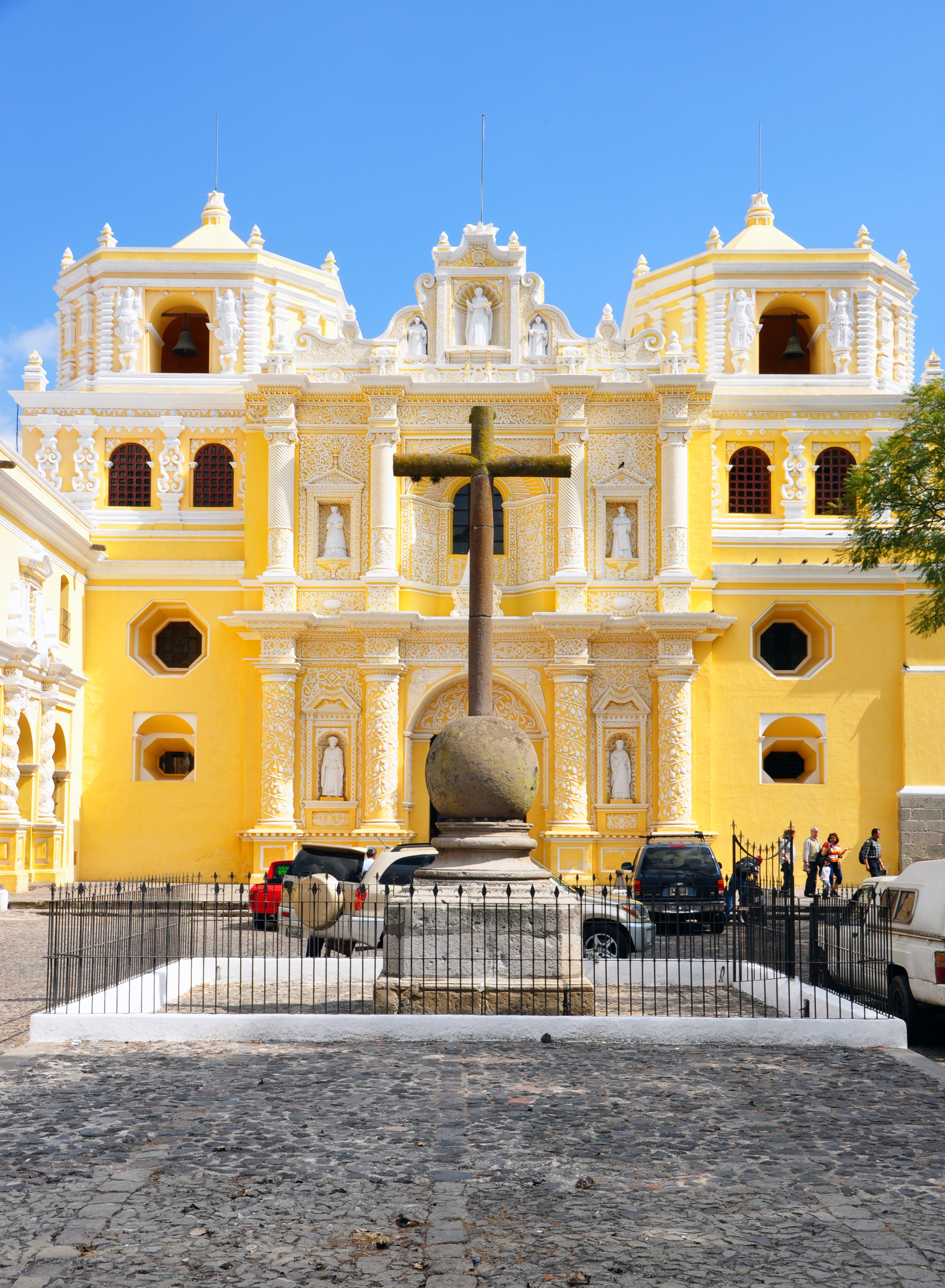
拉梅賽德教堂（英语：La Merced Church, Antigua Guatemala） (1767)
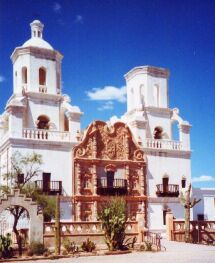
聖澤維爾德爾巴克教堂（英语：Mission San Xavier del Bac） (1692) Tucson, Arizona
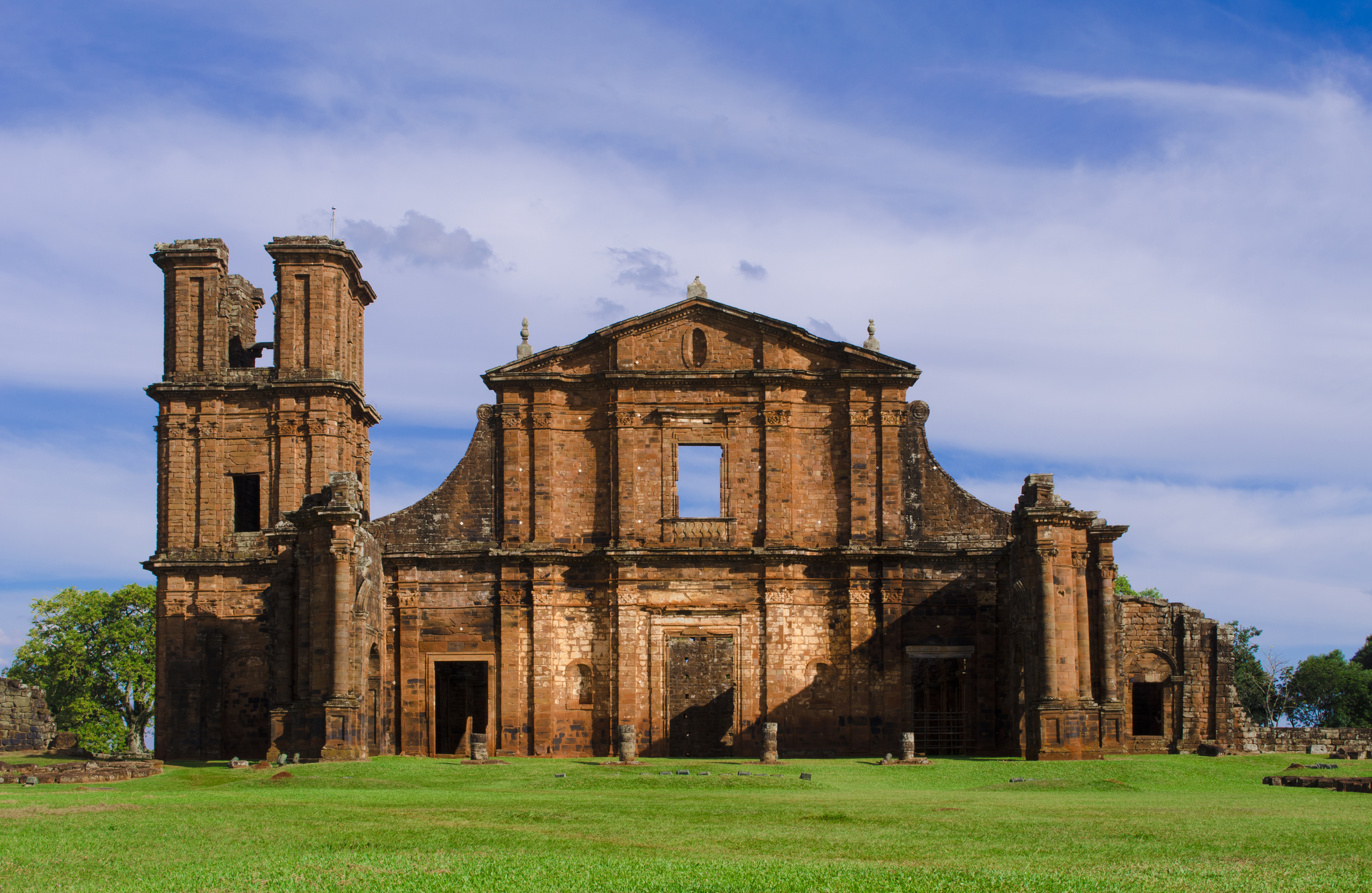
圣米格尔-达斯米松伊斯教堂 (1735–45)
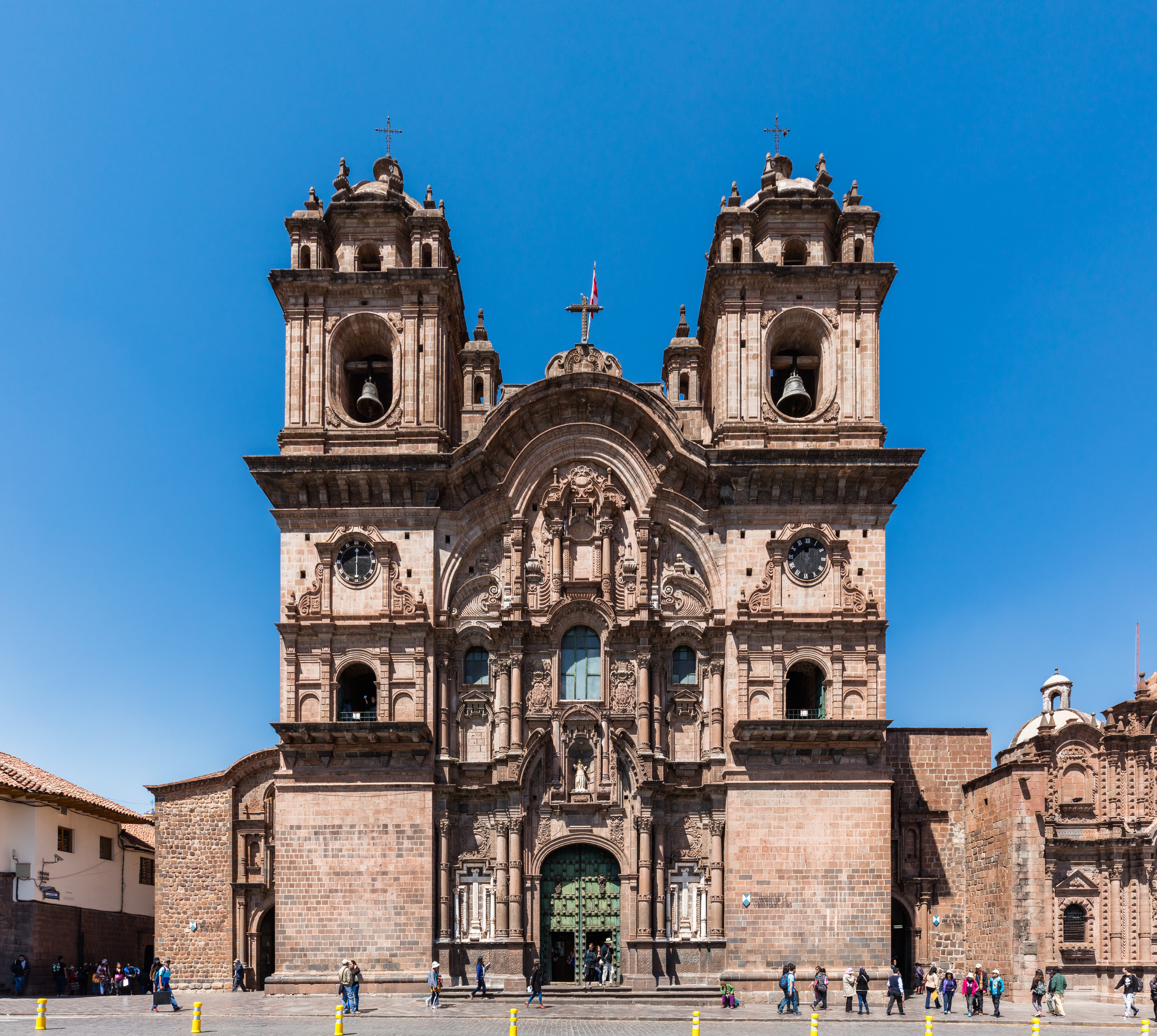
耶穌會教堂（英语：Iglesia_de_la_Compañía_de_Jesús,_Cusco） (1571)

## 外部連結
- Britannica Online （页面存档备份，存于）